# 蕭正表
蕭 正表（しょう せいひょう、天監7年（508年）- 武定7年12月23日（550年1月26日））は、南朝梁の皇族。封山侯。字は公儀。侯景の乱に参加し、敗れて東魏に亡命した。

## 経歴
臨川靖恵王蕭宏の子として生まれた。身長は7尺9寸で、眉目は秀麗であったが、性格は浅薄で愚昧であった。梁の封山県開国侯に封じられ、給事中に任じられた。東宮洗馬・淮南晋安二郡太守を歴任し、軽車将軍・北徐州刺史に転じて、鍾離に駐屯した。
太清2年（548年）、侯景の乱が起こり、侯景が軍を率いて長江を渡ると、梁の武帝蕭衍は正表に建康への援軍を要請した。正表は軍を率いて広陵の手前まで進んだが、兄の臨賀王蕭正徳が侯景に擁立されたため、糧食の収集を口実に進軍を止めた。侯景は正表を南兗州刺史に任じ、南郡王に封じた。正表は侯景の官を受け、欧陽に柵を立てて、武帝への援軍を取りやめた。さらに妾の兄にあたる龔子明を派遣して広陵を攻めさせた。南康王蕭会理が前広陵県令の劉瑗を派遣して龔子明を襲撃して破ると、正表は狼狽して軽騎で鍾離に逃げ帰った。
太清3年（549年）1月、正表は子を鄴に送って人質とし、鍾離の官民とともに東魏に帰順した。東魏の徐州刺史の高帰彦が長史の劉士栄を派遣して応接にあたった。情勢が落ち着くと、正表は鄴におもむいて入朝し、蘭陵郡開国公・呉郡王に封じられた。まもなく侍中・車騎将軍・特進・太子太保・開府儀同三司の位を受けた。同年12月甲辰に死去した。享年は42。侍中・都督徐揚兗豫済五州諸軍事・驃騎大将軍・司空公・徐州刺史の位を追贈された。諡は昭烈といった。
子に蕭広寿があった。

## 伝記資料
- 『魏書』巻59 列伝第47
- 『北史』巻29 列伝第17
- 『梁書』巻22 列伝第16
- 『南史』巻51 列伝第41